# York Art Gallery
La York Art Gallery è una galleria d'arte pubblica sita a York, Inghilterra, Regno Unito, che espone una collezione di dipinti che vanno dal XIV secolo al contemporaneo, stampe, acquerelli, disegni e ceramiche. La galleria, gestita dallo York Museums Trust, ente benefico che raggruppa anche altri importanti musei e altre realtà a interesse artistico, architettonico e culturale all'interno della città, rimase chiusa a causa di improrogabili lavori di ristrutturazione dal 2013, riaprendo al pubblico nell'estate del 2015.

## Storia

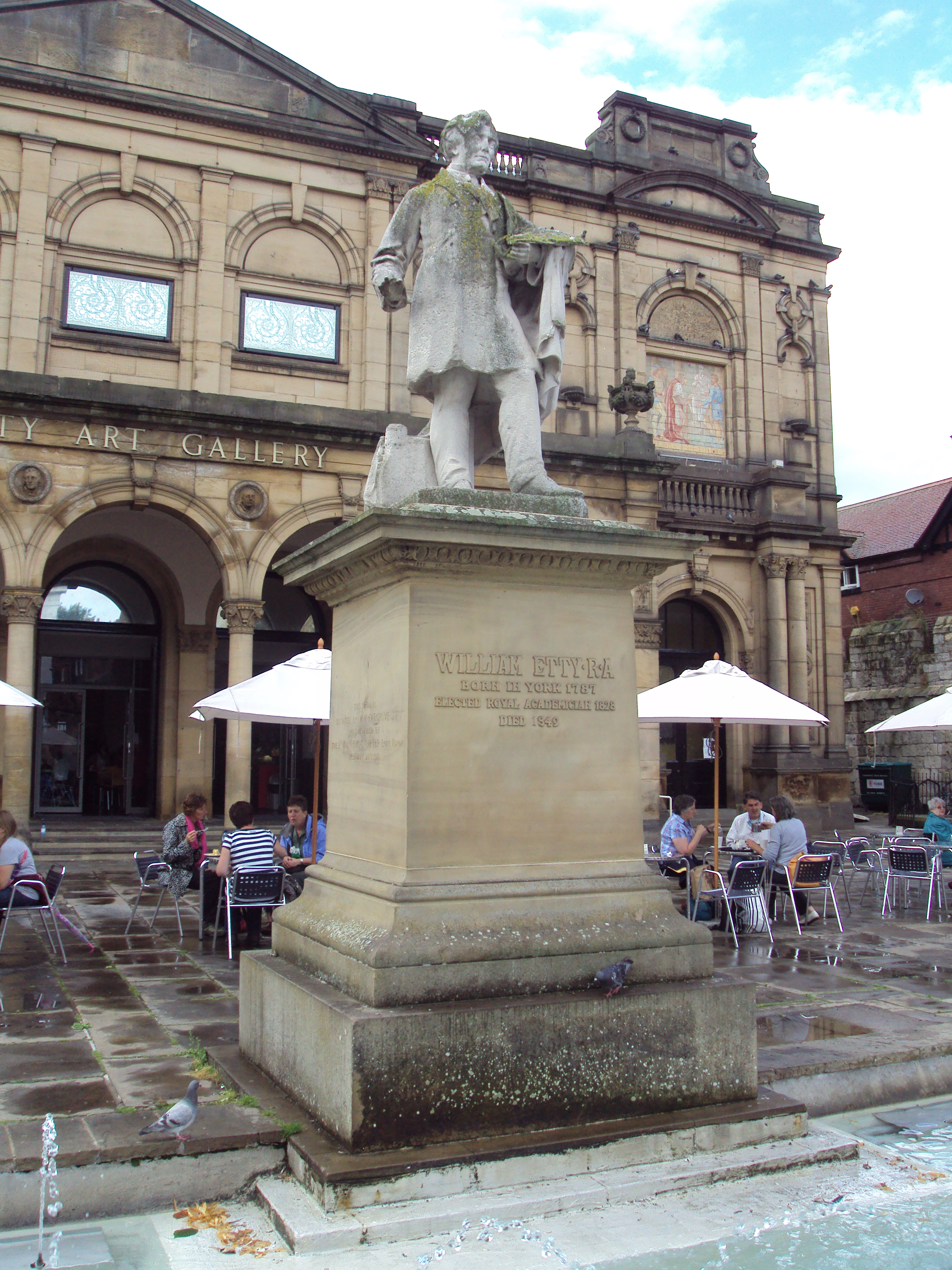
Il monumento a memoria di William Etty, opera di George Walker Milburn, collocato all'esterno del museo.

La galleria è stata creata per fornire un edificio permanente quale spazio principale per la seconda "Mostra d'arte figurativa e industriale dello Yorkshire" del 1879, in quanto la prima, nel 1866, occupava uno chalet temporaneo nel parco dell'Ospedale psichiatrico di Bootham. In seguito alla mostra del 1879, la ridenominata "Istituzione per l'arte figurativa e industriale dello Yorkshire" puntò a creare una mostra d'arte permanente. Un forte impulso le fu dato dal lascito di John Burton (1799-1882), collezionista di York, di oltre cento dipinti del XIX secolo, integrato da donazioni e, nei primi anni, da due importanti collezioni in prestito temporaneo. Nel 1888, le gallerie nord furono date in locazione alla Scuola d'Arte di York, che vi si trasferì nel 1890 dal Minster Yard.
Il Consiglio comunale di York acquistò gli edifici e la collezione nel 1892. Le mostre temporanee estive cessarono nel 1903, ma nel 1911 si svolse una grande mostra dell'artista di York William Etty, quando la statua di quest'ultimo – realizzata dallo scultore locale George Walker Milburn – venne eretta all'esterno. Il periodo che va fino all'inizio della Seconda guerra mondiale fu caratterizzato da una crescita moderata, il cui principale evento fu l'acquisto della collezione di stampe, disegni e acquerelli di York del Dr W A Evelyn, nel 1931. L'edificio fu requisito per scopi militari allo scoppio del secondo conflitto mondiale e, quindi, chiuso a causa dei danni subiti nel bombardamento aereo tedesco del 29 aprile 1942.
La galleria riaprì nel 1948 con una piccola mostra temporanea, prima di un importante restauro nel 1951-52, dopodiché iniziò una significativa ripresa della fortuna sotto la direzione di Hans Hess. Quest'ultimo fece importanti acquisizioni con l'aiuto della York Art Collection Society fondata nel 1948 (divenuta, in seguito, Friends of York Art Gallery) e del National Art Collections Fund, e poi nel 1955 la donazione della collezione FD Lycett Green di oltre cento dipinti di antichi maestri dell'Europa continentale. Come conseguenza dell'accumulo sistematico da parte di Hess e dei suoi successori, la galleria possiede una collezione britannica di opere in particolare di fine Ottocento e inizio Novecento, con alcune opere francesi rappresentative degli stili più influenti.
Nel 1963, alla galleria è stata donata la collezione di ceramiche d'artista di Eric Milner-White. Quest'ultima è stata integrata da altri importanti prestiti e donazioni, negli anni '90 e 2000, in particolare da parte di WA Ismay e Henry Rothschild (1913-2009).

## Galleria d'immagini

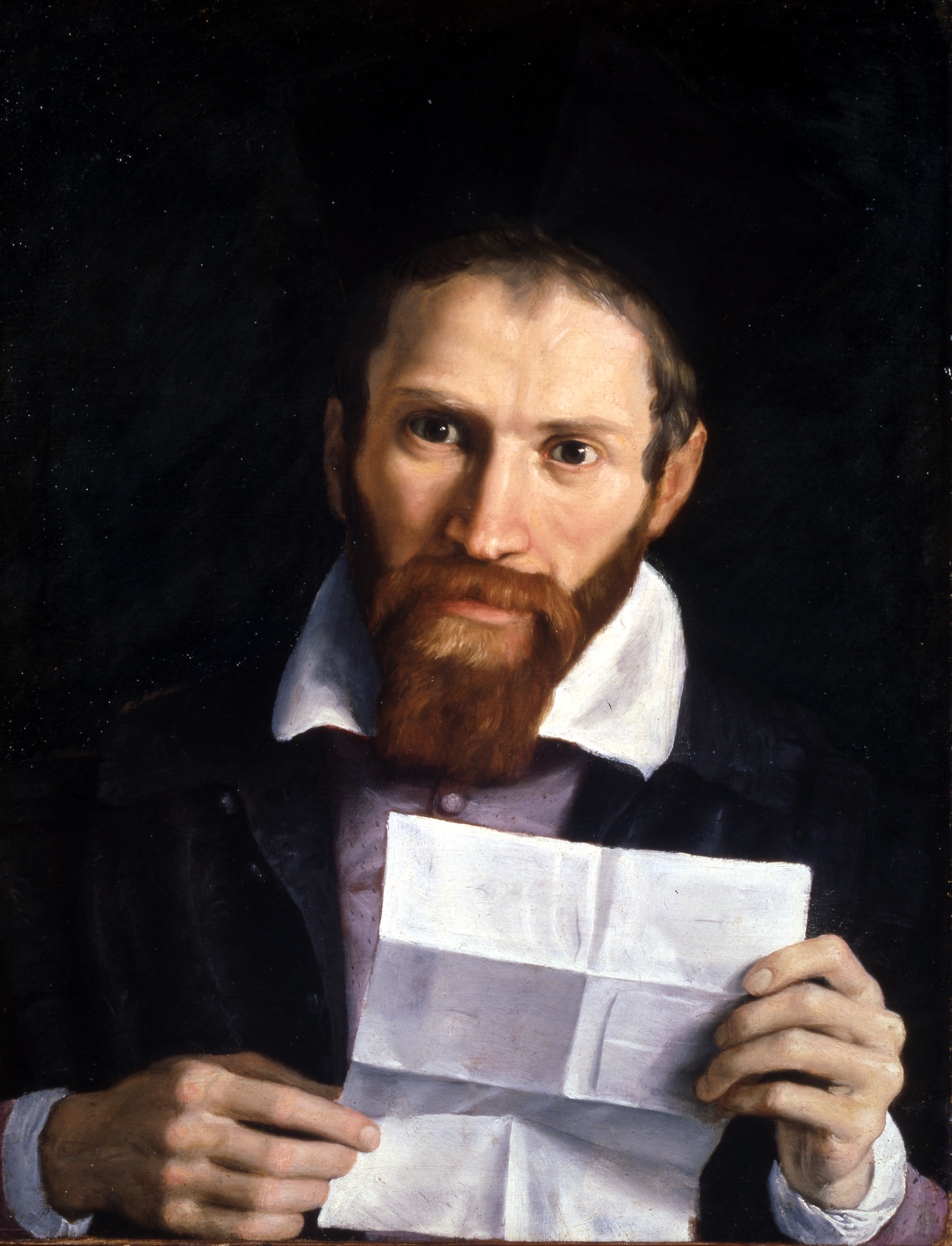
Ritratto di Giovanni Battista Agucchi da parte dell'amico Annibale Carracci, 1615-1620

La sede della mostra del 1879 si trovava in un'area situata all'interno del parco dell'abbazia medievale di St Mary conosciuta come Bearparks Garden (Giardino del Parco degli Orsi). Si trova di fronte a quella che è diventata la Exhibition Square, che venne sistemata con la demolizione di un edificio e dell'ex Hotel Bird in Hand. La sua facciata, voluta in stile classico grandioso, ornata da 18 figure in pietra, un timpano scolpito e 14 mosaici, per motivi economici non fu realizzata. Fu invece decorata con due pannelli piastrellati raffiguranti Leonardo morente tra le braccia di Francesco I e Michelangelo che mostra il suo Mosè, insieme a quattro tondi in ceramica raffiguranti gli artisti di York William Etty (pittore), John Carr (architetto), John Camidge (musicista) e John Flaxman (scultore). Sul retro dell'edificio si trovava una grande sala espositiva con impianti annessi; la sala espositiva rimase in uso per riunioni, concerti e altre funzioni fino al 1909 e non fu demolita fino alla Seconda guerra mondiale. Nel 1888, l'ala nord fu data in affitto alla York Art School che, nel 1905, aggiunse un altro piano. Dopo che fu liberata dalla scuola, l'ala nord ospitò l'archivio cittadino dal 1977 al 2012.  Nel 1951-2 sono stati eseguiti importanti lavori per riparare i danni causati dai bombardamenti e ricostruire l'ala ovest, mentre la galleria principale è stata ristrutturata nel 2005. L'edificio è un monumento classificato (Listed building) di grado II.
Il restauro del 2013-15 è costato 8 milioni di sterline ed è stato intrapreso per aumentare lo spazio espositivo di circa il 60%, compresa la reintegrazione dell'ala nord, l'ampliamento del piano superiore dell'ala sud e la riorganizzazione dello spazio interno per le esposizioni e il deposito. L'intervento (Il potenziamento) ha consentito di ripristinare (recuperare) l'area retrostante l'edificio alla fruizione pubblica nell'ambito dei Giardini del museo. La galleria riaperta ospita al piano superiore un nuovo centro per le Ceramiche d'artista britanniche. La galleria ha riaperto il 1º agosto 2015 e, da quel momento, sono stati introdotti i biglietti di ingresso. In precedenza, l'ingresso era gratuito.

## Collezione

### Dipinti

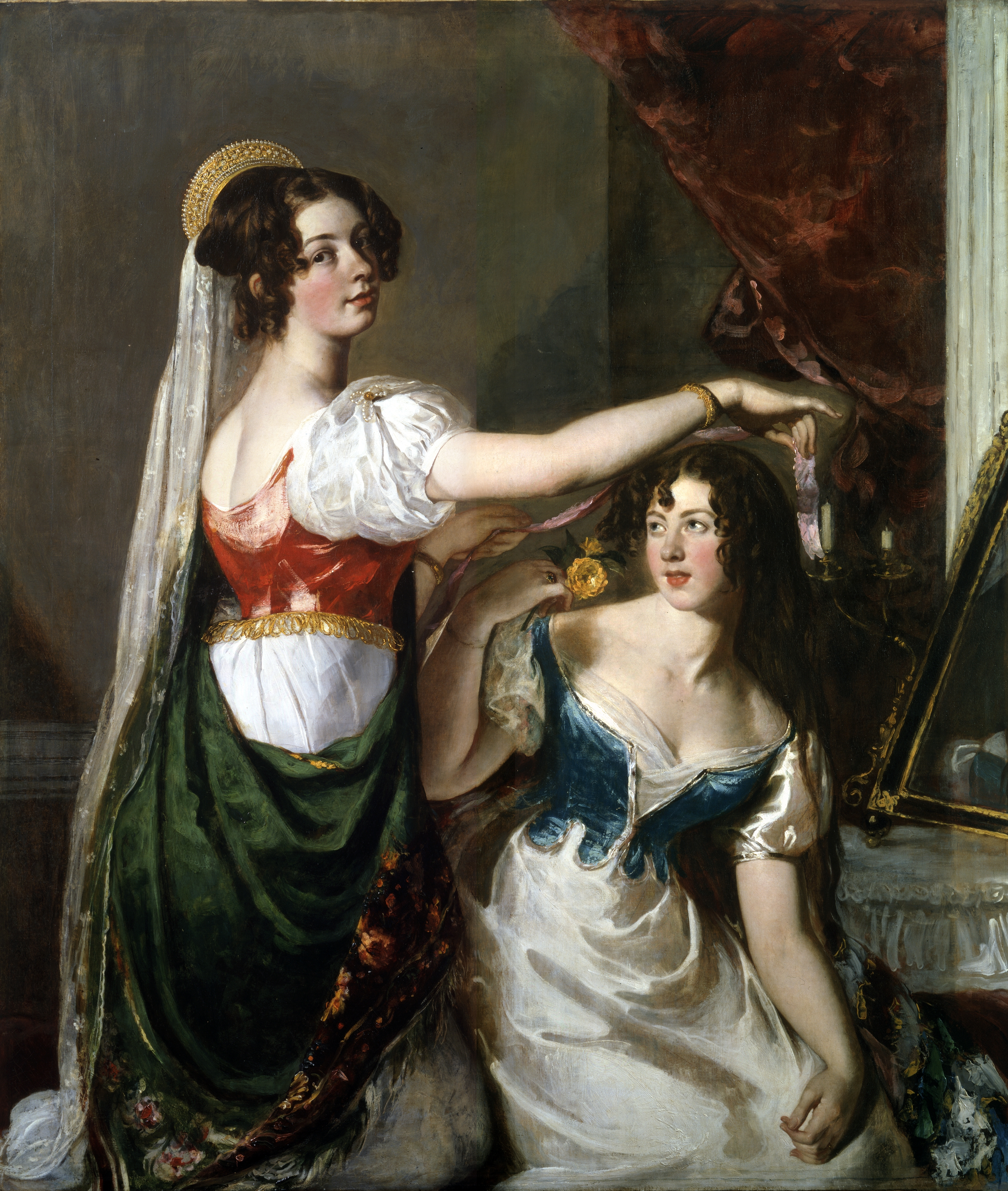
Preparativi per un ballo in maschera (Preparing for a Fancy Dress Ball), William Etty, 1835

La galleria possiede oltre 1 000 opere. I dipinti dell'Europa occidentale includono pale d'altare italiane del XIV secolo, opere moralistiche olandesi del XVII secolo e opere ottocentesche di artisti francesi che furono predecessori e contemporanei degli impressionisti. I dipinti britannici datano a partire dal XVI secolo, con ritratti del XVII e XVIII secolo e dipinti di Giambattista Pittoni, opere moralistiche vittoriane e opere del primo Novecento del Camden Town Group associate a Walter Sickert, che sono particolarmente numerose. Tra gli artisti nati a York, la galleria possiede la più grande collezione di opere realizzate da William Etty e dei validi dipinti di Albert Moore. Henry Keyworth Raine, pronipote di William Powell Frith, ha donato varie opere, tra cui un ritratto di George Kirby (1845-1937), il primo curatore della York Art gallery.
Tra gli artisti stranieri in esposizione permanente vi si citano il tedesco Kurt Schwitters, lo svizzero Luigi Pericle Giovannetti con le opere espressioniste Supramental Transformation e March of Time I, entrambe datate tra il 1962 e il 1963, ed altri.

### Ceramiche d'artista
La galleria ospita una collezione di ceramiche d'artista britanniche con oltre 5 000 elementi, che includono opere di Bernard Leach, Shoji Hamada, William Staite Murray, Michael Cardew, Lucie Rie, Hans Coper, Jim Malone e Michael Casson.

### Opere su carta
La collezione di oltre 17 000 disegni, acquerelli e stampe è particolarmente ricca di vedute di York con più di 4 000 esemplari, in gran parte acquerelli e disegni, alcuni di artisti locali come Henry Cave, John Harper, John Browne e Patrick Hall. Tra gli acquerellisti rappresentati figurano Thomas Rowlandson, John Varley, Thomas Girtin, William Turner e i pittori del XX secolo Edward Burra, John Piper e Julian Trevelyan. La galleria ospita l'archivio William Etty.

### Arti decorative
Vi sono oltre 3 000 oggetti decorativi, in particolare: ceramiche dello Yorkshire databili dal XVI secolo ai primi anni del XX secolo, ceramiche cinesi e coreane del XVIII e XIX secolo e manufatti in vetro.

## Curatori e direttori
- 1947-1967: Hans Hess
- 1967-1977: John Ingamells
- 1977-2003: Richard Green
- 2003-2008: Caroline Worthington[17]
- 2008-2017: Laura Turner[18]
- 2017-2018: Vera Pavlova[19]
- 2018- : Beatrice Bertram[20]

## Riconoscimenti
- Premi per il turismo "Visit York": Attrazione turistica dell'anno 2016 (categoria oltre 50 000 visitatori) (vincitrice)[21]
- Art Fund: Museo dell'anno 2016 (finalista)[22][23]
- Kids in Museums: premio Museo adatto alle famiglie 2016 (vincitrice)[24]
- European Museum Forum: Museo europeo dell'anno 2017 (nominata/in sospeso)[25]

### Pubblicazioni
- (EN) John Ingamells, The Elevation of the Masses, in Preview, vol. 30, January 1977, ISSN no (WC · ACNP).